# Léider Preciado
Léider Calimenio Preciado (ur. 26 lutego 1977 w Tumaco) – kolumbijski piłkarz grający na pozycji napastnika.

## Kariera klubowa
Preciado piłkarską karierę zaczynał w stołecznym klubie Millonarios FC, w barwach którego w 1995 roku zadebiutował w Copa Mustang. Po roku gry odszedł jednak do CD El Condor, grającym w Primera B Colombiana. W 1997 roku Preciado znów zmienił klub, tym razem na Deportivo Cucuta, zwycięzcę rozgrywek drugiej ligi. W 1998 roku Preciado był zawodnikiem Independiente Santa Fe Bogota, dla której zdobył 15 bramek w lidze. Dobry sezon w lidze spowodował, że Léiderem zainteresowały się kluby hiszpańskie.
Latem 1999 Preciado wybrał Racing Santander i tam też zadebiutował w Primera División. W Racingu nie pokazał jednak takiej formy, jaką prezentował w ojczyźnie i zdobył zaledwie 2 bramki (z Realem Betis i Athletikiem Bilbao). Z Racingiem zajął 15. miejsce w lidze, ale nie został na kolejny sezon w klubie z Santanderu i został wypożyczony do drugoligowego CD Toledo. Klub ten zajął ostatnie miejsce w lidze i został zdegradowany. Preciado po sezonie wrócił do Racingu, w którym w dalszym ciągu nie wiodło mu się najlepiej i przez pół sezonu zdobył 3 gole.
Zimą 2001 Preciado wrócił do ojczyzny. Został zawodnikiem Independiente Santa Fe Bogota, w którym odzyskał dawną skuteczność i zdobył 15 goli w sezonie. 2002 rok zaczynał w składzie Once Caldas, w barwach którego uzyskał 9 goli, a w połowie sezonu przeniósł się do Deportivo Cali, gdzie także imponował skutecznością - 11 goli w lidze. W roku 2003 zdobył ich dla Deportivo aż 27, z czego 17 dało mu tytuł króla strzelców fazy Finalización. Po roku gry w Cali Preciado wrócił do Independiente i z 15 golami w fazie Finalización zdobył drugi tytuł króla strzelców. W sezonie 2004/2005 Preciado grał w saudyjskim Al-Shabab. Szybko jednak wrócił do ojczyzny i po raz czwarty w karierze został graczem Independiente Santa Fe, którego jest czołowym strzelcem.
| Sezon   | Klub                          | Kraj             | Rozgrywki                  | Mecze | Bramki |
| ------- | ----------------------------- | ---------------- | -------------------------- | ----- | ------ |
| 1995    | Millonarios FC                | Kolumbia         | Copa Mustang               | ?     | ?      |
| 1995/96 | CD El Condor                  | Kolumbia         | Primera B Colombiana       | ?     | ?      |
| 1996/97 | Deportivo Cucuta              | Kolumbia         | Copa Mustang               | 6     | 1      |
| 1998    | Independiente Santa Fe Bogota | Kolumbia         | Copa Mustang               | 23    | 15     |
| 1998/99 | Racing Santander              | Hiszpania        | Primera División           | 16    | 2      |
| 1999/00 | CD Toledo                     | Hiszpania        | Segunda División           | 11    | 1      |
| 2000/01 | Racing Santander              | Hiszpania        | Primera División           | 16    | 3      |
| 2001    | Independiente Santa Fe Bogota | Kolumbia         | Copa Mustang               | 21    | 15     |
| 2002    | Once Caldas                   | Kolumbia         | Copa Mustang               | 18    | 9      |
| 2002    | Deportivo Cali                | Kolumbia         | Copa Mustang               | 23    | 11     |
| 2003    | Deportivo Cali                | Kolumbia         | Copa Mustang               | 45    | 27     |
| 2004    | Independiente Santa Fe Bogota | Kolumbia         | Copa Mustang               | 28    | 17     |
| 2004/05 | Al-Shabab                     | Arabia Saudyjska | Saudi Premier League       | ?     | ?      |
| 2005    | Independiente Santa Fe Bogota | Kolumbia         | Copa Mustang               | 26    | 12     |
| 2006    | Independiente Santa Fe Bogota | Kolumbia         | Copa Mustang               | 16    | 8      |
| 2007    | Independiente Santa Fe Bogota | Kolumbia         | Copa Mustang               | 31    | 16     |
| 2008    | Deportivo Quito               | Ekwador          | Seria A                    | 16    | 4      |
| 2009    | Deportivo Quito               | Ekwador          | Seria A                    | 9     | 1      |
| 2009    | America Cali                  | Kolumbia         | Categoría Primera A        | 8     | 1      |
| 2010    | Deportes Quindío              | Kolumbia         | Categoría Primera A        | 18    | 8      |
| 2011    | Independiente Santa Fe        | Kolumbia         | Categoría Primera A        | 17    | 2      |
|         |                               |                  | Łącznie w Primera División | 32    | 5      |

## Kariera reprezentacyjna
W reprezentacji Kolumbii Preciado zadebiutował 22 kwietnia 1998 roku w zremisowanym 2:2 towarzyskim meczu z Chile. W tym samym roku został powołany przez Hernana Dario Gomeza do kadry na Mistrzostwa Świata we Francji. W pierwszych dwóch meczach turnieju z Rumunią (0:1), z Tunezją (1:0) wchodził na boisko jako rezerwowy, ale w tym drugim meczu to on w 83. minucie meczu zapewnił Kolumbii zwycięstwo. W meczu z Anglią (0:2) zagrał w pierwszym składzie, ale niczym się nie wyróżnił. Kolumbia ostatecznie zajęła 3. miejsce i nie wyszła z grupy. Przez lata w kadrze grał mało i wrócił do niej na dłużej w 2004 roku.